# Sidonie Kellerer
Sidonie Kellerer (* 21. September 1978 in Würzburg) ist eine deutsch-französische Philosophin.

## Leben
Kellerer studierte Philosophie, Geschichte und Germanistik an der École Normale Supérieure, an der Université Paris-Sorbonne und an der Universidad Complutense Madrid. Nach Forschungsaufenthalten an der Johns Hopkins University in Baltimore und am Exzellenzcluster „Kulturelle Grundlagen von Integration“ in Konstanz wurde sie 2010 mit einer Arbeit über die Rezeption René Descartes’ bei den Neukantianern, Husserl und Heidegger an den Universitäten Bonn und Toulouse promoviert. Von 2010 bis 2014 war sie wissenschaftliche Mitarbeiterin am Internationalen Kolleg Morphomata in Köln, anschließend für ein Jahr wissenschaftliche Assistentin am Lehrstuhl für Theoretische Philosophie der Universität Siegen. Seit 2017 ist Kellerer als Freigeist-Fellow der Volkswagenstiftung am philosophischen Seminar und bei der a.r.t.e.s. Graduate School for the Humanities Cologne der Universität zu Köln. Sie leitet dort das Forschungsprojekt Heidegger and Postmodernity. The Story of a Delusion?.

## Forschungsschwerpunkte
Kellerer forscht insbesondere zur Rolle der deutschen Philosophie während des Nationalsozialismus und hat in diesem Zusammenhang zahlreiche wissenschaftliche Aufsätze zum Denken Martin Heideggers veröffentlicht. Schwerpunktthemen sind die Rezeptionsgeschichte dieses Denkens sowie die Rolle der indirekten Ausdrucksweise in Heideggers Werk. Sie befasst sich darüber hinaus mit der ihr zufolge maßgeblich von Heidegger beeinflussten Geschichtstheorie Reinhart Kosellecks. Sie vertritt die Auffassung, dass Koselleck sich metapolitischer Strategien bediente, um rechtsradikales Gedankengut salonfähig zu machen. Sie forscht außerdem zu den Ursprüngen der Unterscheidung zwischen analytischer und kontinentaler Philosophie sowie zu philosophischer Methodologie und Interpretationstheorie.

## Veröffentlichungen (Auswahl)
Monographien
- Zerrissene Moderne. Descartes bei den Neukantianern, Husserl und Heidegger, Konstanz 2013, ISBN 978-3-8353-9031-7

Herausgeberschaften
- mit Marion Heinz und unter Mitwirkung von Tobias Bender: Martin Heideggers »Schwarze Hefte« – Eine philosophisch-politische Debatte. Berlin 2016, ISBN 978-3-518-29778-0

Aufsätze
- ›Reinhart Koselleck – Aufklärer der Aufklärung oder Stratege kultureller Hegemonie?: Ein kritischer Kommentar zu „Kritik und Krise“‹, in: Deutsche Zeitschrift für Philosophie, Bd. 71, 5, 2023, S. 695–720.
- ›Weltmacht bei Mitternacht‹,in: Night Shift. Ein Wörterbuch um Mitternacht, hg. v. H. Schauer / M. Lepper, München/Weimar: Works & Nights, 2022, S. 31–35.
- ›Davos 1929. Ernst Cassirer face à Martin Heidegger: un débat qui n’en fut pas un‹, in: Cassirer et Heidegger un siècle après Davos, hg. v. E. Faye, J. Lassègue, F. Rastier, Paris: Kimé, 2021, S. 45–65.
- ›Philosophy or Messianism?‹, in: Confronting Heidegger, hg. v. G. Fried, London: Rowman & Littlefield, 2020, S. 179–208.
- ›Sein und Zeit: ein Buch für alle und Jeden? Zu Heideggers Daseinsbegriff‹, in: „Sein und Zeit“, neu verhandelt. Untersuchungen zu Heideggers Hauptwerk, hg. v. M. Heinz, T. Bender Hamburg: Felix Meiner, 2019, S. 95–142.
- ›Antisémitisme et racisme dans la pensée de Heidegger: état de la recherche‹, in: Revue d’histoire de la Shoah, n°207 (Themenheft: Des philosophes face à la Shoah), Oktober 2017, S. 27–44.
- ›Kampf der Besinnung‹, in: Deutsche Zeitschrift für Philosophie, Bd. 63, 5 (2015), S. 941–957.
- ›Rewording the Past. The Post-war Publication of a 1938 Lecture by Martin Heidegger‹, in: Modern Intellectual History, Bd. 11, 3 (2014), S. 575–602.
- ›Heidegger-Legenden: Das Beispiel der Akademie für Deutsches Recht‹, in: Aufklärung und Kritik, Nr. 4, 2024, 125–145.

Rezensionen
- »Heidegger im Lichte der Korrespondenz mit seiner Familie und Kurt Bauch. Zur Debatte ›Heidegger und der Nationalsozialismus‹. Teil III«, in: Philosophischer Literaturanzeiger, Bd. 67, 3 (2014), S. 300–309.
- »Verführtes Denken. Emmanuel Faye und die Reaktion. Zur Debatte ›Heidegger und der Nationalsozialismus‹«. Teil II‹ in: Philosophischer Literaturanzeiger, Bd. 66, 2 (2013), S.  209–228.
- »Heidegger nach-denken. Über Neuerscheinungen zum Thema ›Heidegger und der Nationalsozialismus‹. Teil I« in: Philosophischer Literaturanzeiger, Bd. 64, 4 (2011), S. 392–409.